# 51772 Sparker
51772 Sparker este un asteroid din centura principală de asteroizi.

## Descriere
51772 Sparker este un asteroid din centura principală de asteroizi. A fost descoperit pe 16 iunie 2001 la Badlands (Dakota du Sud) de Ron Dyvig. Asteroidul prezintă o orbită caracterizată de o semiaxă mare de 2,68 ua, o excentricitate de 0,19 și o înclinație de 11,0° în raport cu ecliptica.